# Friedrich Böhme
Friedrich Böhme (8 de maio de 1899 - 21 de setembro de 1984) foi um oficial alemão que serviu durante a Segunda Guerra Mundial. Foi condecorado com a Cruz de Cavaleiro da Cruz de Ferro.

## Carreira

### Patentes
Kapitän zur See

### Condecorações
| Cruz de Ferro 2ª Classe                                 |
| Cruz de Ferro 1ª Classe                                 |
| Cruz de Cavaleiro da Cruz de Ferro 26 de agosto de 1944 |